# Torrefação caseira

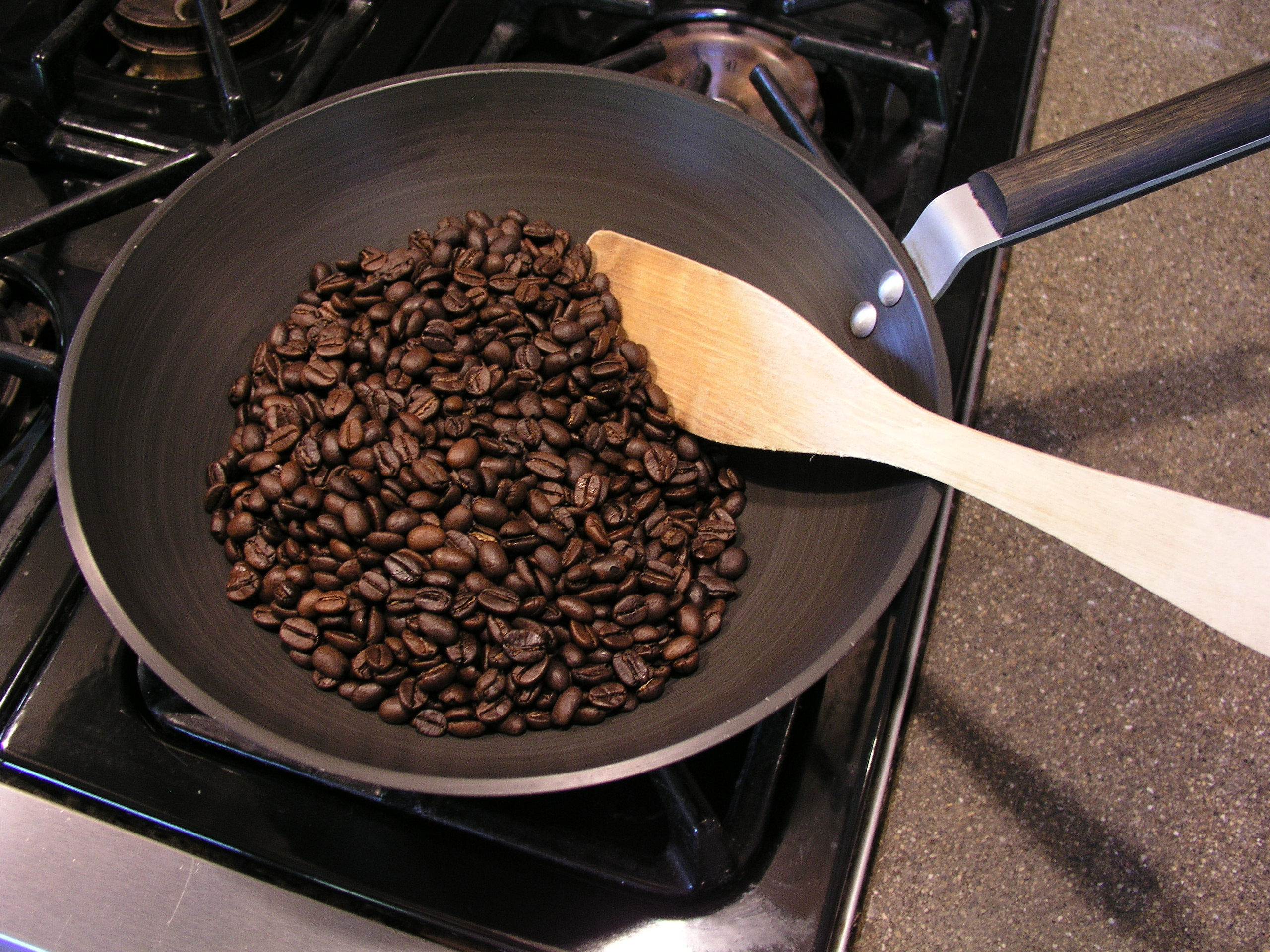
Assar grãos de café em um wok em um fogão de cozinha

A torrefação caseira é o processo de torrefação de café a partir de grãos de café verde em pequena escala para consumo pessoal. A torrefação caseira de café tem sido praticada há séculos, usando métodos simples, como torrar em frigideiras de ferro fundido sobre um fogo a lenha e pequenos tambores de aço girando à mão em um fogão de cozinha.
Até o início do século 20, era mais comum torrar café em casa do que comprar café pré-torrado. Após a Primeira Guerra Mundial, a torrefação comercial de café tornou-se predominante e, combinada com a distribuição de café instantâneo, a torrefação doméstica diminuiu substancialmente.
Nos últimos anos, houve um renascimento na torrefação caseira. O que era originalmente uma necessidade agora se tornou um hobby. As atrações são quatro: desfrutar de um café fresco e saboroso; experimentando vários grãos e métodos de torrefação; aperfeiçoando o processo de torrefação e economizando dinheiro. Outros fatores que contribuíram para o interesse renovado na torrefação caseira incluem fornecedores de café que vendem café verde em pequenas quantidades e fabricantes que fabricam torrefadores de balcão.

## História

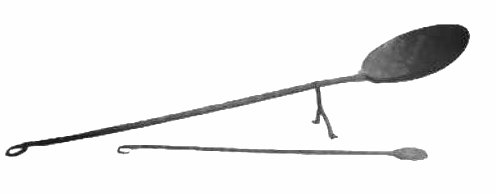
Assadeira de café do século XV e colher de mexer de Bagdá

Os primeiros utensílios conhecidos feitos especialmente para torrar grãos de café para uso pessoal foram panelas finas, circulares, muitas vezes perfuradas, feitas de metal ou porcelana, usadas no século XV no Império Otomano e na Grande Pérsia. Esse tipo de panela rasa e côncava era equipada com uma alça longa para que pudesse ser segurada sobre um braseiro (um recipiente de carvão em brasa) até que o café fosse torrado. Os grãos foram mexidos com uma colher fina. Apenas uma pequena quantidade de feijão pode ser aquecida de uma só vez. O primeiro torrador cilíndrico com manivela para manter os grãos em movimento apareceu no Cairo por volta de 1650. Era feito de metal, mais comumente cobre estanhado ou ferro fundido, e era mantido sobre um braseiro ou fogo aberto. Variações francesas, holandesas e italianas desse design apareceram rapidamente. Estes provaram ser populares ao longo do século seguinte na Europa, Inglaterra e nas colônias americanas. O comerciante de café inglês Humphrey Broadbent escreveu em 1722 sobre sua preferência por esse tipo de torrador cilíndrico. Ele enfatizou que a torrefação em casa forneceu a capacidade de eliminar bagas danificadas do lote antes de serem torradas, e também a segurança de saber que comerciantes fraudulentos não estavam adicionando pó de chumbo venenoso aos grãos torrados para aumentar seu peso e, portanto, seu preço. Ele escreveu: "A maioria das pessoas de distinção na Holanda torra suas próprias frutas."

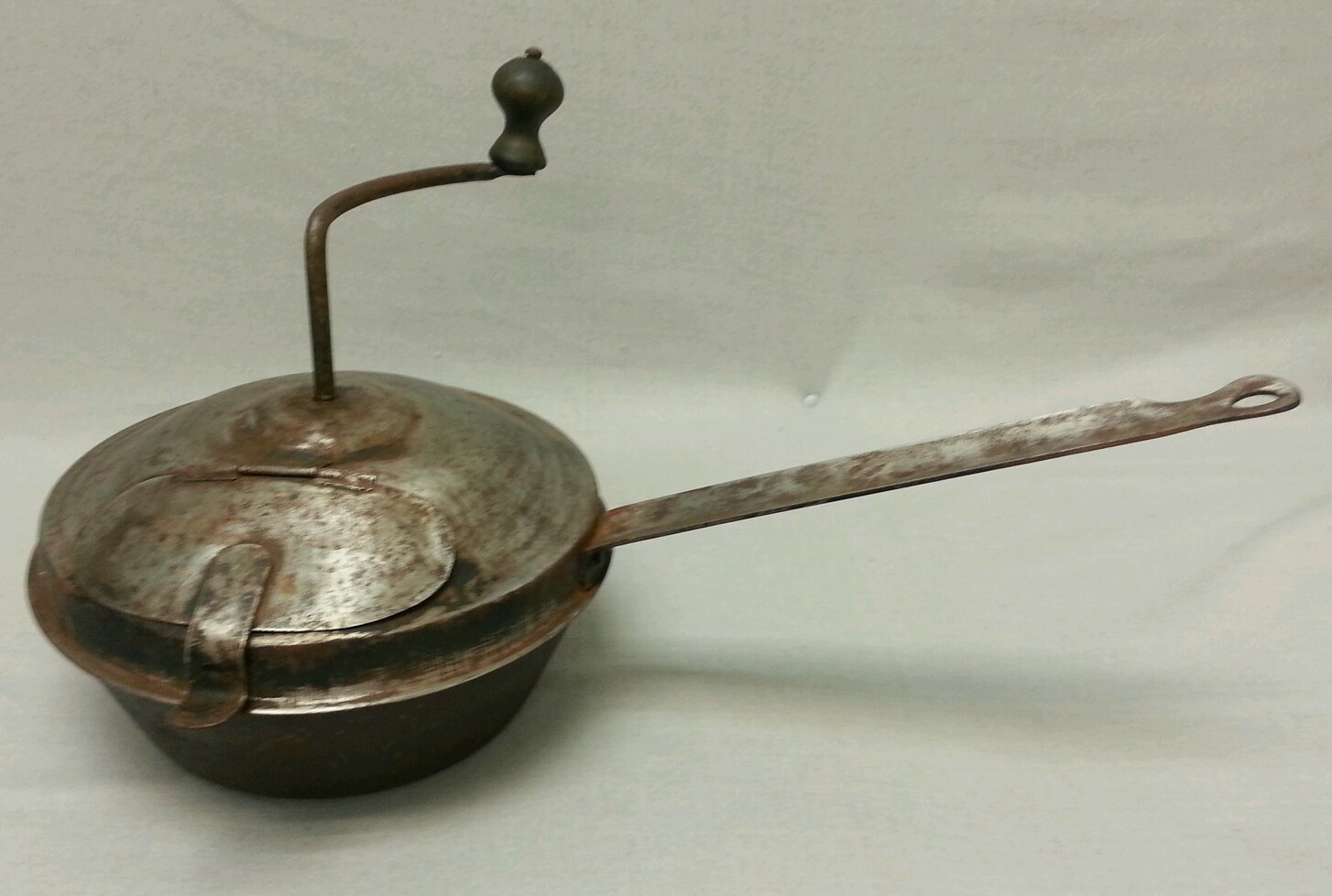
Um torrador de café com manivela a lenha por volta de 1890-1910

No século 19, várias patentes foram concedidas nos EUA e na Europa para torrefadores comerciais, para permitir grandes lotes de café. No entanto, a torrefação caseira continuou a ser popular. Um homem que trabalhava em uma torrefação comercial iniciada na década de 1850 em St. Louis, Missouri, disse que "vender café torrado era um trabalho árduo, pois todos torravam café no forno da cozinha". Ele disse que os argumentos que sua empresa empregou contra a torrefação caseira incluíam apelos à economia de economia de combustível e mão de obra, o perigo de queimaduras e temperamento explosivo e a possibilidade de grãos estragados ou bebidas com gosto ruim. No entanto, os aparelhos que atendem ao torrador doméstico estavam se tornando populares; em 1849, um torrador de café esférico foi inventado em Cincinnati, Ohio, para uso no topo de um fogão a lenha, encaixado em uma abertura do queimador. O inventor Jabez Burns, sobrinho de Jabez Burns, o erudito religioso, observou que, com habilidade e experiência, mesmo os instrumentos mais simples, como um pipoqueiro, poderiam ser usados em casa ou no acampamento para obter café torrado uniformemente. Ele disse em 1874 que "os torrefadores portáteis patenteados são quase tão numerosos quanto as ratoeiras ou churns". Os feijões verdes estavam disponíveis no armazém geral local, ou mesmo por correspondência; uma das primeiras edições do catálogo da Sears oferecia café verde. Para assar, muitas pessoas usavam métodos simples como uma camada de grãos em uma folha de metal no forno ou grãos mexidos em uma frigideira de ferro fundido sobre o fogo. Apesar da grande popularidade da torrefação caseira, Burns sentiu que ela logo desapareceria devido aos grandes avanços feitos na torrefação comercial nas décadas de 1860 e 1870, incluindo os benefícios das economias de escala. As invenções de torrefação comercial patenteadas por Burns revolucionaram a indústria de torrefação dos EUA, assim como as inovações dos inventores de Emmerich am Rhein avançaram muito na torrefação comercial de café na Alemanha. Além disso, o avanço de marketing de 1864 dos irmãos Arbuckle na Filadélfia, introduzindo o conveniente meio quilo (0,45 kg) saco de papel de café torrado, trouxe sucesso e imitadores. A partir desse momento, o café torrado comercialmente cresceu em popularidade até que gradualmente ultrapassou a torrefação caseira durante os anos 1900 na América. Em 1903 e 1906, os primeiros torradores elétricos foram patenteados nos EUA e na Alemanha, respectivamente; esses dispositivos comerciais eliminavam o problema da fumaça ou do vapor de combustível que dava um gosto ruim ao café. Na França, o torrador doméstico não cedeu ao torrador comercial até depois da década de 1920, especialmente nas áreas rurais. O café era torrado até uma cor escura em pequenos lotes em casa e por lojistas, usando uma variedade de aparelhos, incluindo aqueles com um cilindro giratório de vidro, chapas de ferro ou malha de arame, e outros acionados manualmente, mecânicos ou com motor elétrico. Por causa da fumaça e da palha soprada, os moradores do campo geralmente assavam ao ar livre.
Na década de 1950, quando o café instantâneo estava se tornando uma bebida de café popular, cafés especiais começaram a abrir para atender o conhecedor, oferecendo uma bebida fabricada mais tradicionalmente. Na década de 1970, foram fundadas mais casas de cafés especiais, que ofereciam uma variedade de torras e grãos de todo o mundo. Nas décadas de 1980 e 1990, a indústria do café gourmet experimentou um grande crescimento. Durante as décadas de 1970 e 1980, o torrador doméstico Siemens Sirocco foi fabricado na Alemanha Ocidental e comercializado globalmente. Era um pequeno torrador de leito fluidizado feito para os entusiastas da casa. O produto recebeu o nome de um processo comercial de torrefação a ar quente que recebeu o nome dos ventos quentes do Saara chamados sirocco. Em 1976, o engenheiro químico Michael Sivetz patenteou um projeto de ar quente concorrente para fabricação nos EUA; isso se tornou popular como uma alternativa econômica. Sivetz pediu que o torrador doméstico se concentre na qualidade do grão. De 1986 a 1999, houve um aumento no número de patentes registradas para eletrodomésticos para torrefação. Na década de 1990, mais equipamentos elétricos de torrefação ficaram disponíveis, incluindo torradores de tambor e variações do torrador de leito fluidizado. Em 2001, os aficionados por café gourmet estavam usando a internet para comprar grãos verdes cultivados em propriedades para entrega pelo correio.

## Vantagens
Apreciar o café feito com grãos recém-torrados é um dos principais fatores que impulsionam a popularidade da torrefação caseira. A torrefação caseira tem a vantagem de poder torrar volumes menores de café para combinar com o consumo, para que o café torrado seja usado antes que fique obsoleto. Dependendo da origem do grão e do método de armazenamento após a torra, geralmente o sabor do café em grão inteiro atinge seu pico entre sete e quatorze dias após a torra, mas alguns grãos são melhores deixados por mais tempo, até 21 dias. O sabor do café moído se deteriora ainda mais rápido. Os métodos para prolongar o frescor incluem refrigeração, congelamento, embalagem a vácuo e deslocamento de oxigênio no recipiente com um gás inerte. Os grãos de café verde podem ser mantidos frescos por 1 a 3 anos, dependendo das condições de armazenamento, e torradores domésticos mais específicos reduzem o tempo de armazenamento para 8 ou até 1,5 meses.
Outras vantagens incluem o desfrute de café de alta qualidade em áreas onde não há bons torrefadores locais e o benefício de um preço geral mais baixo. Aqueles que estão torrando por razões econômicas podem comprar grãos verdes a granel a um custo menor do que os grãos torrados dos varejistas. Dependendo do tipo de grão escolhido, os torradores caseiros podem economizar cerca de 25 a 50%.
Torradores caseiros possuem acesso a uma grande seleção de grãos de café verde, e esse é um dos atrativos do hobby. Os torradores domésticos podem comprar pequenas quantidades de grãos de alta qualidade de vários importadores e distribuidores. Alguns dos grãos são raros ou premiados, enquanto outros são de pomares de café conhecidos por sua qualidade e sabor único. É comum os torrefadores domésticos comprarem grãos provenientes de um país, região, pomar e ano de colheita específicos.

## Assando
Os torradores caseiros podem escolher entre vários tipos de equipamentos de torrefação, cada um com certos atributos que podem alterar o sabor. Um perfil de torrefação descreve o tempo que os grãos passam em cada temperatura durante a torrefação, incluindo a temperatura final antes do resfriamento. Isso afeta muito o sabor, aroma e corpo do café. Os torradores domésticos fazem um grande esforço para controlar esses parâmetros de torra, incluindo o uso de computadores ou controladores programáveis para controle de processo e registro de dados. O equipamento controlado manualmente torna o controle de perfil preciso e repetível mais difícil, embora um torrador experiente possa produzir resultados muito bons. Uma das atrações do hobby é experimentar o perfil de torra para produzir um café com sabor ideal, embora subjetivo.
A torrefação do café produz palha e fumaça, e deve ser feita em uma área bem ventilada, o que muitas vezes é difícil de realizar em ambiente doméstico. A torrefação do café ao ar livre é afetada por mudanças na temperatura e velocidade do ar, exigindo ajustes no processo de torrefação para produzir os resultados pretendidos.

## Equipamento
Existem várias técnicas comuns para assar em casa moderna: no forno, na parte superior do fogão, um aparelho elétrico específico, entre outros.
Os grãos de café verde podem ser torrados em forno de convecção, desde que os grãos sejam espalhados em apenas uma camada em uma assadeira perfurada com lados elevados. Por não serem mexidos, os grãos no perímetro da bandeja escurecem primeiro. A área do forno deve ser bem ventilada, pois será gerada muita fumaça. Este método produz grãos de café com uma variedade de níveis de torra, pois é quase impossível obter uma torra consistente, no entanto, algumas pessoas gostam da torra resultante da melange.
O feijão também pode ser torrado no fogão. Um método clássico é usar panelas abertas, como uma frigideira de ferro fundido, uma frigideira ou uma wok, os grãos constantemente mexidos para obter um grau uniforme de torra. Outra opção é usar uma máquina de pipoca de fogão  com uma manivela integral e sistema de agitador interno para manter os grãos em movimento enquanto são torrados. É necessário girar ou mexer constantemente, assim como muita ventilação.
Depois de usar qualquer um dos métodos acima, os grãos torrados devem ser resfriados manualmente. Um método comum é sacudi-los ou jogá-los em uma peneira de metal por alguns minutos.
Torradeiras de café elétricas especialmente projetadas estão disponíveis desde a década de 1970. Esses aparelhos de bancada automatizam o processo de torra, incluindo um ciclo de resfriamento no final. Existem dois tipos principais: o torrador de leito fluidizado ou de ar fluido e o torrador de tambor. O torrador de leito fluido aquece os grãos mais rapidamente, retendo mais de seus compostos de sabor ácido desejáveis. No entanto, o grão torrado resultante é mais duro, mais difícil de moer, e menos dele acaba como "sensação na boca" ou corpo na bebida de café. O torrador de tambor leva mais tempo para que os compostos ácidos sejam menos evidentes, tendo evaporado um pouco para produzir uma bebida de sabor suave. O grão torrado é mais macio e fácil de moer, e mais dele contribui para o corpo da bebida.
Uma desvantagem dos aparelhos elétricos para assar é sua pequena capacidade: 4 to 8 oz (110 to 230 g) para leito fluidizado e um pouco mais para torrador de tambor. Eles também são caros. Outra desvantagem é que a maioria dos modelos emite fumaça.
Independentemente do método de torra usado, o clima pode afetar os resultados, especialmente se for torrar ao ar livre. Temperaturas frias podem prolongar o tempo de torra, afetando negativamente o grão. Em frio extremo, o torrador pode não atingir a temperatura adequada. A umidade é uma preocupação menor; altera o tempo de torra e a qualidade resultante.
Outros métodos incomuns de assar em casa foram tentados por entusiastas inventivos, como várias modificações de torradores de leito fluidizado e pipocas, o uso de uma pistola de calor apontada para uma tigela de metal, uma pistola de calor apontada para uma máquina de pão, uma rotisserie modificada em uma churrasqueiras.